# CS Mioveni
Clubul Sportiv Mioveni, cunoscut sub numele de CS Mioveni, sau pe scurt Mioveni, a fost un club profesionist de fotbal din Mioveni, România. Deși a avut o istorie relativ scurtă, clubul fiind înființat în anul 2000, CS Mioveni și-a trecut în palmares o semifinală și un sfert de finală de Cupa României precum și patru promovări în campionatul divizional românesc: Diviza B în 2003 și Liga I în 2007, 2011 și 2021. Echipa ale cărei culori au fost galben și verde, și-a disputat meciurile de pe teren propriu pe Stadionul Orășenesc, care are o capacitate de 7.000 locuri.

## Istoric
CS Mioveni a fost înființată pe 15 august 2000 sub denumirea AS Mioveni 2000. La început a activat în Divizia D. La data de 14 iunie 2001, echipa a fuzionat cu divizionara C, Dacia Pitești, luând astfel ființă AS Dacia Mioveni. În 4 decembrie 2001 s-a transformat în club sportiv schimbându-și astfel numele în CS Dacia Mioveni. Primul sezon în Divizia C îl termină pe locul 3. În anul 2003, echipa promovează în Diviza B terminând campionatul pe primul loc, la distanță de 5 respectiv 6 puncte de contracandidatele Chindia Târgoviște și Electro Craiova. Echipa s-a menținut în Diviza B în următorii trei ani, ocupând locul 3 în sezonul 2003-2004, 7 în 2004-2005 și 8 în 2005-2006.
În anul 2007, CS Mioveni s-a luptat pentru promovarea în prima ligă cu Universitatea Cluj și CSM Râmnicu Vâlcea. U Cluj a câștigat detașat seria a doua a Diviziei B râmânând astfel ca Dacia și CSM să concureze pentru locul 2, ultimul care permitea accederea în Liga I. Înainte de penultima etapă a campionatului echipa din Mioveni se afla pe locul secund, însă meciul pierdut pe 2 iunie 2007 în deplasarea de la Gaz Metan Mediaș (5-3), împreună cu victoria râmnicenilor cu Minerul Lupeni (3-0), au coborât Dacia pe locul 3. Ultima etapă avea să aducă totuși promovarea. Dacia a învins pe ISCT (2-0), iar CSM Râmnicu Vâlcea a pierdut surprinzător (3-1) în fața unei echipe deja retrogradate, FC Baia Mare.
Primul sezon în Liga I a adus unele schimbări la club: antrenorul Ion Moldovan a fost înlocuit cu Florin Marin, iar omul de afaceri Gheorghe Nețoiu a devenit noul sponsor al Daciei Mioveni. După 10 etape echipa a acumulat doar 6 puncte, ocupând locul 17. Florin Marin a fost demis, iar în locul acestuia a venit Sorin Cârțu. Deși a reușit să ridice echipa deasupra liniei retrogradării, Cârțu nu a putut opri seria de 9 meciuri fără victorie din finalul campionatului care i-a dus pe mioveneni înapoi în Liga a II-a. În Cupa României Dacia a ajuns până în semifinale fiind învinsă de CFR Cluj, club ce avea să câștige competiția.
Clubul a continuat în divizia secundă, iar în 2011 a terminat pe locul al treilea în seria a doua. Datorită unui concurs de împrejurări, în care mai multe cluburi din prima ligă și FC Bihor Oradea (care a terminat pe locul al doilea, cu un punct în fața Daciei) nu au primit licență de funcționare, echipa a promovat înapoi în prima ligă. Rebotezată CS Mioveni, echipa a început sezonul cu Ionuț Popa ca antrenor, care a fost înlocuit după primele etape de Ilie Stan, dar și acesta a părăsit clubul în septembrie din cauza unor conflicte cu managementul. Pe 4 octombrie, locul acestuia a fost luat de Mihai Stoichiță. Mioveni incepe sa aibă probleme grave mai ales că foști jucători Daniel Șerbănică, Stefan Blănaru, Daniel Toma și alti au dat în judecată clubul si fiindcă clubul nu a avut bani sa plătească toate restantele, FRF i-a depunctat continuu astfel ajungând la -68 de puncte penalizare in clasament in realitate fiind penalizați cu -76 puncte. Astfel CS Mioveni a fost exclusă de Federația Română de Fotbal din toate competițiile astfel clubul s-a desființat.

## Palmares
- Cupa României
  - Semifinalistă (1): 2007-2008

- Liga a II-a
  - Vicecampioană (1): 2006-2007

- Liga a III-a
  - Câștigătoare (1): 2002-2003

## Stadion

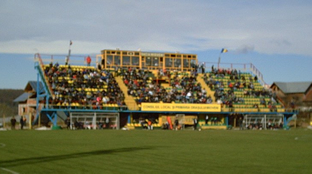
Tribuna oficială a stadionului Dacia

CS Mioveni își dispută meciurile de pe teren propriu pe Stadionul Orășenesc din Mioveni, numit anterior Stadionul Dacia. Arena se află în proprietatea Primăriei Mioveni. După promovarea în Liga a II-a primăria orașului a început construirea unei a doua secțiuni a tribunelor. S-a început cu tribuna oficială care are în partea superioară locuri speciale pentru presă și o cabină pentru asigurarea transmisiei audio-video a meciurilor. În prezent stadionul are o capacitate de 7.000 de locuri pe scaune.
Instalația de nocturnă a fost inaugurată în luna mai a anului 2007, cu ocazia meciului amical dintre CS Mioveni și campioana de atunci a României, Dinamo București. Primul meci în Liga I al Daciei s-a disputat pe acest stadion pe 28 iulie 2007 împotriva Rapidului. Alături de terenul de joc se află o clădire care adăpostește toate utilitățile necesare unui stadion de fotbal: vestiare, dușuri, saună, cabinet medical, minihotel.

## Suporteri
CS Mioveni nu a avut niciodată mulți susținători în județul Argeș, majoritatea publicului optând pentru FC Argeș, mult mai familiar și de succes. De-a lungul timpului, clubul a avut sporadic un grup organizat de suporteri, în special între 2006 și 2011, când clubul era în Liga I, de două ori, și s-au născut rivalități importante cu FC Argeș.

### Rivalități
CS Mioveni nu are multe rivalități importante, singurul important este împotriva FC Argeș Pitești, cunoscut în mod obișnuit ca Derby-ul Argeșului. În trecut, Mioveni avea și o rivalitate locală împotriva Internaționalului Curtea de Argeș.

## Parcursul competițional
| Sezon   | Nivel | Divizie                    | Loc    | Cupa României |
| ------- | ----- | -------------------------- | ------ | ------------- |
| 2024–25 | 2     | Liga a II-a                | 21     | necalificata  |
| 2023–24 | 2     | Liga a II-a                | 5      | Play-off      |
| 2022–23 | 1     | SuperLiga României         | 16 (R) | Sferturi      |
| 2021–22 | 1     | Liga I                     | 12     | Șaisprezecimi |
| 2020–21 | 2     | Liga a II-a                | 3 (P)  | Turul partu   |
| 2019–20 | 2     | Liga a II-a                | 3      | Optimi        |
| 2018–19 | 2     | Liga a II-a                | 7      | Optimi        |
| 2017–18 | 2     | Liga a II-a                | 9      | Optimi        |
| 2016–17 | 2     | Liga a II-a                | 4      | Sferturi      |
| 2015–16 | 2     | Liga a II-a (Seria a II-a) | 4      | Șaisprezecimi |
| 2014–15 | 2     | Liga a II-a (Seria a II-a) | 2      | Sferturi      |
| 2013–14 | 2     | Liga a II-a (Seria a II-a) | 8      | Turul partu   |
| 2012–13 | 2     | Liga a II-a (Seria a II-a) | 8      | Șaisprezecimi |

| Sezon   | Nivel | Divizie                    | Loc      | Cupa României |
| ------- | ----- | -------------------------- | -------- | ------------- |
| 2011–12 | 1     | Liga I                     | 18 (R)   | Șaisprezecimi |
| 2010–11 | 2     | Liga a II-a (Seria a II-a) | 3 (P)    | Turul partu   |
| 2009–10 | 2     | Liga a II-a (Seria a II-a) | 3        | Șaisprezecimi |
| 2008–09 | 2     | Liga a II-a (Seria a II-a) | 6        | Șaisprezecimi |
| 2007–08 | 1     | Liga I                     | 16 (R)   | Semifinale    |
| 2006–07 | 2     | Liga a II-a (Seria a II-a) | 2 (P)    |               |
| 2005–06 | 2     | Divizia B (Seria a II-a)   | 8        |               |
| 2004–05 | 2     | Divizia B (Seria a II-a)   | 7        |               |
| 2003–04 | 2     | Divizia B (Seria a II-a)   | 3        | Șaisprezecimi |
| 2002–03 | 3     | Divizia C (Seria a IV-a)   | 1 (C, P) |               |
| 2001–02 | 3     | Divizia C                  | 3        |               |
| 2000–01 | 3     | Divizia C                  | 6        |               |